# Julio Rosales
Julio Rosales y Ras (Calbayog, 18. rujna 1906. – Cebu, 2. lipnja 1983.), drugi nadbiskup Cebua i filipinski kardinal Rimokatoličke Crkve. 

## Životopis
Za svećenika je zaređen 2. lipnja 1929. godine. Od 1929. do 1946. godine je djelovao u biskupiji Calbayog. Dana 21. rujna 1946. godine posvećen je za biskupa Tagbilarana.
Dana 17. prosinca 1949. godine unaprijeđen na rang nadbiskupa. Tijekom njegove vladavine, 1965. godine, u Cebuu je održana 400. obljetnica pokrštavanja Filipinaca. Rosales je imenovan kardinalom na konzistoriju pape Pavla VI. 28. travnja 1969. godine. Sudjelovao je na objema konklavama 1978. godine.
Umro je 2. lipnja 1983. godine, a pokopan je u Cebuu. Julio Rosales je brat filipinskog senatora Decorosa Rosalesa. Jedan od njegove braće dao je ime svom sinu Julio Rosales II.

## Vanjske poveznice
|  | Zajednički poslužitelj ima još gradiva o temi Julio Rosales |

- Catholic Hierarchy - Julio Cardinal Rosales y Ras † (engl.)